# Jimena Durán
Jimena Durán Hasbún, mais conhecida como Jimena Durán, é uma atriz colombiana. Famosa internacionalmente por sua personagem de Margarita na novela da Nickelodeon Eu sou Franky. Participou em séries como A rouca de ouro, O regresso à Guaca e recentemente em A Noturna interpretando a personagem Muriel Cáceres.

## Biografia
A atriz foi aluna da Escola de Actuação do Teatro Nacional. Teve aulas e trabalhou com diretores como Andrés Lima, diretor do grupo espanhol Animalario. Desde o 2001 tem estado vinculada com o Teatro Nacional e tem participado em diferentes peças de teatro como ‘A morte de um viajante’ sob a direcção de Jorge Alí Triana, ‘A impaciência do coração’ com Manolo Orjuela e ‘Vos ter ficado em casa, Capullos’ no passado FITB. Recentemente trabalhou sob a direcção de Fabio Rubiano na obra ‘Sara Diz’. Em sua carreira cinematográfica se destaca com o papel no cortometraje "Tirejeto" que obteve menção de honra no Festival de Cinema de Guadalajara. Na televisão tem participado em diferentes produções como Amor sincero, Donas-de-casa desesperadas, Regresso à guaca, Eu sou Franky, e A noturna.

## Filmografía

### Televisão
| Ano       | Título                             | Personagem                  | Papel                             | Canal                     |
| --------- | ---------------------------------- | --------------------------- | --------------------------------- | ------------------------- |
| 2023      | La vida después del reality        | Vanesa                      | Papel secundario                  | Prime Vídeo               |
| 2022      | Las Villamizar                     | "La Madame"                 | Papel secundario                  | Caracol Televisión        |
| 2022      | Arelys Henao: canto para no llorar | Marcela Quintero de Rubiano | Papel secundario                  | Caracol Televisión        |
| 2020      | La venganza de Analía              | Magda Meneses               | Secundario                        | Caracol Televisión        |
| 2019      | Un bandido honrado                 | Consuelo Martínez           | Estrelando                        | Caracol Televisión        |
| 2017      | La Nocturna                        | Muriel Cáceres              | Protagonista                      | Caracol Televisión        |
| 2016      | Contra el tiempo                   | Natalia                     | Coadjuvante                       | Canal RCN                 |
| 2015-2016 | Yo soy Franky                      | Margarita Montero           | Estrelando                        | Nickelodeon Latinoamérica |
| 2014      | La ronca de oro                    | Maritza Rengifo             | Coadjuvante                       | Caracol Televisión        |
| 2013      | Chica vampiro                      | Vampira Maravilla           | Participação especial             | Canal RCN                 |
| 2010      | Amor sincero                       | Gloria                      | Coadjuvante                       | Canal RCN                 |
| 2008      | Sin retorno                        |                             | Protagonista (Episodio: Caso 121) | Canal RCN                 |
| 2007      | Amas de casa desesperadas          |                             | Aparição especial                 | Canal RCN                 |
| 2007      | Tiempo final                       |                             | Papel de soporte                  | Fox Channel               |
| 2006      | Regreso a la guaca                 | Adriana Chávez              | Coadjuvante                       | Canal RCN                 |
| 2006      | Hasta que la plata nos separe      |                             | Aparição especial                 | Canal RCN                 |
| 2006      | La hija del mariachi               | Veronica                    | Aparição especial                 | Canal RCN                 |
| 2005      | ¿De qué tamaño es tu amor?         | Dominique Vidal             | Antagonista principal             | Canal RCN                 |

## Cinema
| Ano  | Título         | Personagem | Nota |
| ---- | -------------- | ---------- | ---- |
| 2015 | O Túnel        |            |      |
| 2011 | Tijereto       | Natalia    |      |
| 2005 | A voz das asas |            |      |

## Teatro
| Ano       | Título                          | Personagem | Nota            |
| --------- | ------------------------------- | ---------- | --------------- |
| 2019-2020 | A verdade é um jogo de mentiras | Alicia     | Teatro Nacional |

## Prêmios e nomeações
- Nomeada nos prêmios INVITRO VISUAL como melhor atriz 2011
- Menção de honra no FESTIVAL DE CINEMA DE GUADALAJARA 2011